# Itumbiara EC
Itumbiara Esporte Clube – brazylijski klub piłkarski z siedzibą w mieście Itumbiara leżącym w stanie Goiás.

## Osiągnięcia
- Mistrz stanu Goiás (Campeonato Goiano): 2008
- Wicemistrz II ligi stanu Goiás (Campeonato Goiano de Futebol da Segunda Divisão) (2): 1991, 2003

## Historia
Itumbiara założony został 9 marca 1970 roku. W 1979 klub zagrał w pierwszej lidze brazylijskiej (Campeonato Brasileiro Série A) plasując się na 64 miejscu.